# Kacper Kostorz
Kacper Kostorz (Cieszyn, Polonia, 21 de agosto de 1999) es un futbolista internacional polaco que juega de delantero en el NAC Breda de la Eredivisie.

## Carrera
Kacper Kostorz jugó en las categorías inferiores de varios equipos de primer nivel del fútbol polaco, incluido dos temporadas en el MFK Karviná de la República Checa, antes de regresar a Polonia donde jugaría en el Podbeskidzie Bielsko-Biała, equipo con el que debutaría profesionalmente. Su buen rendimiento atraería la atención de varios clubes de la Ekstraklasa, incluido el Legia de Varsovia de la capital polaca, que ficharía el 12 de enero de 2019 a Kostorz hasta 2022, aunque dejándole la posibilidad de terminar la temporada con el Podbeskidzie jugando en condición de cedido. En la siguiente temporada, Kostorz regresó al Legia para seguir jugando bajo la dirección de Aleksandar Vuković, aunque la falta de minutos le empujó a marcharse nuevamente cedido, esta vez al Miedź Legnica de la I Liga hasta junio de 2020. El 7 de enero de 2022, durante la ventana de transferencias del mercado de invierno, el delantero polaco fichó por el Pogoń Szczecin, firmando hasta 2026.